# Mistrzostwa Europy U-17 w Piłce Nożnej 2025
Mistrzostwa Europy U-17 w Piłce Nożnej 2025 – czterdziesty pierwszy turniej Mistrzostw Europy U-17. Po raz pierwszy wydarzenie to rozgrywane będzie w Albanii. Rozpoczęło się ono 19 maja, a zakończyło 1 czerwca 2025 roku.
W turnieju mogli wystąpić jedynie zawodnicy, którzy nie ukończyli 17. roku życia.

## Zakwalifikowane zespoły
Do finałowego turnieju zakwalifikowało się 8 drużyn. Oprócz Albanii, która miała zapewniony start jako gospodarz, 7 innych zespołów uzyskało kwalifikację poprzez eliminacje.
| Reprezentacja   | Sposób kwalifikacji | Ostatni występ w ME U-17 | Najlepszy wynik w ME U-17      | Wynik        |
| --------------- | ------------------- | ------------------------ | ------------------------------ | ------------ |
| Albania U-17    | gospodarz           | debiutant                | debiutant                      | Faza grupowa |
| Włochy U-17     | Zwycięzca Grupy A1  | 2024                     | Mistrzostwo (2024)             | Półfinał     |
| Niemcy U-17     | Zwycięzca Grupy A2  | 2023                     | Mistrzostwo (2009, 2023)       | Faza grupowa |
| Francja U-17    | Zwycięzca Grupy A3  | 2024                     | Mistrzostwo (2004, 2015, 2022) | II miejsce   |
| Portugalia U-17 | Zwycięzca Grupy A4  | 2024                     | Mistrzostwo (2003, 2016)       | Mistrzostwo  |
| Czechy U-17     | Zwycięzca Grupy A5  | 2024                     | II miejsce (2006)              | Faza grupowa |
| Belgia U-17     | Zwycięzca Grupy A6  | 2022                     | Półfinał (2007, 2015, 2018)    | Półfinał     |
| Anglia U-17     | Zwycięzca Grupy A7  | 2024                     | Mistrzostwo (2010, 2014)       | Faza grupowa |

## Miasta i stadiony
Na podstawie:
| Tirana            | TiranaElbasanDurrësRrogozhinë | Durrës               |
| ----------------- | ----------------------------- | -------------------- |
| Arena Kombëtare   | TiranaElbasanDurrësRrogozhinë | Stadiumi Niko Dovana |
| Pojemność: 21 690 | TiranaElbasanDurrësRrogozhinë | Pojemność: 12 040    |
|                   | TiranaElbasanDurrësRrogozhinë |                      |
| Elbasan           | TiranaElbasanDurrësRrogozhinë | Rrogozhinë           |
| Elbasan Arena     | TiranaElbasanDurrësRrogozhinë | Egnatia Arena        |
| Pojemność: 12 800 | TiranaElbasanDurrësRrogozhinë | Pojemność: 4 000     |
|                   | TiranaElbasanDurrësRrogozhinë |                      |

## Kwalifikacje
W kwalifikacjach wzięły udział 54 reprezentacje, czyli wszystkie oprócz zdyskwalifikowanej Rosji. Zespoły zostały podzielone na ligę A i B, aby w drugiej rundzie ligi te uległy przetasowaniu ze względu na wyniki w grupach obu lig. Zwycięzcy grup ligi A w II rundzie awansowały do turnieju; jeśli wśród tych drużyn był gospodarz, awans otrzymywała również najlepsza drużyna z II miejsc.

## Faza grupowa
Legenda
|  | Awans do fazy pucharowej. |
|  | Odpadnięcie z turnieju.   |

Gdy dwie lub więcej drużyn zakończyło fazę grupową z taką samą liczbą punktów, o kolejności w tabeli zdecydowały:
1. punkty zdobyte w meczach pomiędzy danymi drużynami;
2. bilans bramkowy pomiędzy danymi drużynami;
3. liczba goli zdobytych w fazie grupowej pomiędzy danymi drużynami;
4. bilans bramkowy;
5. liczba goli zdobytych w fazie grupowej;
6. klasyfikacja fair play;
7. losowanie.

Pogrubieniem oznaczono drużyny, które wywalczyły awans do półfinału.

### Grupa A
| Lp. | Drużyna             | M | Mecze | Mecze | Mecze | Bramki | Bramki | Bramki | Pkt |
| Lp. | Drużyna             | M | W     | R     | P     | +      | −      | +/−    | Pkt |
| --- | ------------------- | - | ----- | ----- | ----- | ------ | ------ | ------ | --- |
| 1.  | Francja U-17 (A)    | 3 | 2     | 1     | 0     | 7      | 0      | +7     | 7   |
| 2.  | Portugalia U-17 (A) | 3 | 2     | 1     | 0     | 6      | 1      | +5     | 7   |
| 3.  | Niemcy U-17 (E)     | 3 | 1     | 0     | 2     | 5      | 5      | 0      | 3   |
| 4.  | Albania U-17 (E, H) | 3 | 0     | 0     | 3     | 0      | 12     | −12    | 0   |

| 19 maja 2025 18:00 CEST | Albania U-17 | 0:4(0:1)Raport | Portugalia U-17 · 36' Quintas · 68' (k) Mide · 82' Cabral · 90+2' Soares | Arena Kombëtare, Tirana Widzów: 8 662 Sędzia: Patrik Kolarić |
|                         |              |                |                                                                          |                                                              |

| 19 maja 2025 20:30 CEST | Niemcy U-17 | 0:3(0:2)Raport | Francja U-17 · 1' Azizi · 12' N'Guessan · 78' Batola | Elbasan Arena, Elbasan Widzów: 4 400 Sędzia: Joey Kooij |
|                         |             |                |                                                      |                                                         |

| 22 maja 2025 18:00 CEST | Albania U-17 | 0:4(0:2)Raport | Niemcy U-17 · 7' Mensah · 20' Staff · 66' Mike · 85' (k) Oteng-Mensah | Elbasan Arena, Elbasan Widzów: 8 330 Sędzia: Kamal Umudlu |
|                         |              |                |                                                                       |                                                           |

| 22 maja 2025 20:30 CEST | Francja U-17 | 0:0(0:0)Raport | Portugalia U-17 | Arena Kombëtare, Tirana Widzów: 3 014 Sędzia: Łukasz Kuźma |
|                         |              |                |                 |                                                            |

| 25 maja 2025 20:30 CEST | Francja U-17 · Diandaga 33' · Coulibaly 51' · N'Guessan 66', 79' | 4:0(1:0)Raport | Albania U-17 | Elbasan Arena, Elbasan Widzów: 4 400 Sędzia: Oleksii Derevinskyi |
|                         |                                                                  |                |              |                                                                  |

| 25 maja 2025 20:30 CEST | Portugalia U-17 · Soares 76' · Banjaqui 89' | 2:1(0:0)Raport | Niemcy U-17 · 72' Isbruch | Arena Kombëtare, Tirana Widzów: 2 723 Sędzia: Mikkel Redder |
|                         |                                             |                |                           |                                                             |

### Grupa B
| Lp. | Drużyna         | M | Mecze | Mecze | Mecze | Bramki | Bramki | Bramki | Pkt |
| Lp. | Drużyna         | M | W     | R     | P     | +      | −      | +/−    | Pkt |
| --- | --------------- | - | ----- | ----- | ----- | ------ | ------ | ------ | --- |
| 1.  | Włochy U-17 (A) | 3 | 3     | 0     | 0     | 8      | 4      | +4     | 9   |
| 2.  | Belgia U-17 (A) | 3 | 1     | 1     | 1     | 5      | 4      | +1     | 4   |
| 3.  | Anglia U-17 (E) | 3 | 1     | 1     | 1     | 7      | 7      | 0      | 4   |
| 4.  | Czechy U-17 (E) | 3 | 0     | 0     | 3     | 4      | 9      | −5     | 0   |

| 20 maja 2025 18:00 CEST | Anglia U-17 · Rodriguez 12' | 1:1(1:0)Raport | Belgia U-17 · 49' Fernandez | Egnatia Arena, Rrogozhinë Widzów: 1 688 Sędzia: Łukasz Kuźma |
|                         |                             |                |                             |                                                              |

| 20 maja 2025 20:30 CEST | Włochy U-17 · Inácio 38' · Arena 42' | 2:1(2:0)Raport | Czechy U-17 · 53' Srb | Stadiumi Niko Dovana, Durrës Widzów: 4 445 Sędzia: Oleksii Derevinskyi |
|                         |                                      |                |                       |                                                                        |

| 23 maja 2025 18:00 CEST | Belgia U-17 · Camara 24', 42' · Gielen 45' | 3:1(3:0)Raport | Czechy U-17 · 65' Čížek | Stadiumi Niko Dovana, Durrës Widzów: 2 950 Sędzia: Mikkel Redder |
|                         |                                            |                |                         |                                                                  |

| 23 maja 2025 20:30 CEST | Włochy U-17 · Inácio 10' (k) · De Paoli 37' · Campaniello 67' · Luongo 77' | 4:2(2:1)Raport | Anglia U-17 · 23', 49' Rodriguez | Egnatia Arena, Rrogozhinë Widzów: 3 074 Sędzia: Joey Kooij |
|                         |                                                                            |                |                                  |                                                            |

| 26 maja 2025 20:30 CEST | Belgia U-17 · De Wannemacker 12' | 1:2(1:0)Raport | Włochy U-17 · 62', 78' (k) Inácio | Stadiumi Niko Dovana, Durrës Widzów: 3 900 Sędzia: Patrik Kolarić |
|                         |                                  |                |                                   |                                                                   |

| 26 maja 2025 20:30 CEST | Czechy U-17 · Palaščák 59' · Sochůrek 89' | 2:4(0:4)Raport | Anglia U-17 · 5' Dowman · 15' Rodriguez · 37' Howell · 40' Gray | Egnatia Arena, Rrogozhinë Widzów: 1 513 Sędzia: Florian Lata |
|                         |                                           |                |                                                                 |                                                              |

## Faza pucharowa
W fazie pucharowej uczestniczyły 4 zespoły, które awansowały z fazy grupowej. Rozegrane zostały półfinały. Zwycięzcy zagrali o tytuł mistrzowski. W każdym ze spotkań fazy pucharowej mecz zakończony w regulaminowym czasie remisem został rozstrzygnięty poprzez serię rzutów karnych.
|  |                  |                 |                 |                   |   |              |              |       |
|  | Półfinał         | Półfinał        | Półfinał        |                   |   | Finał        | Finał        | Finał |
|  | Półfinał         | Półfinał        | Półfinał        |                   |   | Finał        | Finał        | Finał |
|  | 29 maja, Elbasan |                 |                 |                   |   |              |              |       |
|  |                  |                 |                 |                   |   |              |              |       |
|  | Francja U-17     | Francja U-17    | 3               |                   |   |              |              |       |
|  | Francja U-17     | Francja U-17    | 3               | 1 czerwca, Tirana |   |              |              |       |
|  | Belgia U-17      | Belgia U-17     | 2               |                   |   |              |              |       |
|  | Belgia U-17      | Belgia U-17     | 2               |                   |   | Francja U-17 | Francja U-17 | 0     |
|  | 29 maja, Tirana  |                 |                 |                   |   | Francja U-17 | Francja U-17 | 0     |
|  |                  |                 | Portugalia U-17 | Portugalia U-17   | 3 |              |              |       |
|  | Włochy U-17      | Włochy U-17     | Portugalia U-17 | Portugalia U-17   | 3 | 2(3)         |              |       |
|  | Włochy U-17      | Włochy U-17     |                 |                   |   |              |              |       |
|  | Portugalia U-17  | Portugalia U-17 | 2(4)            |                   |   |              |              |       |
|  | Portugalia U-17  | Portugalia U-17 | 2(4)            |                   |   |              |              |       |

UWAGA: W nawiasach podane są wyniki po rzutach karnych.

### Półfinały
| 29 maja 2025 18:00 CEST | Francja U-17 · Camara 42' · Matondo 50' · N'Guessan 54' | 3:2(1:1)Raport | Belgia U-17 · 45+2' Fernandez · 79' Wins | Elbasan Arena, Elbasan Widzów: 2 030 Sędzia: Mikkel Redder |
|                         |                                                         |                |                                          |                                                            |

| 29 maja 2025 20:30 CEST                                 | Włochy U-17 · Inácio 20' · Baralla 59' | 2:2 k. 3:4(1:1)Raport                             | Portugalia U-17 · 28' Manuel · 67' Soares | Arena Kombëtare, Tirana Widzów: 2 200 Sędzia: Joey Kooij |
|                                                         |                                        |                                                   |                                           |                                                          |
|                                                         |                                        | Rzuty karne                                       |                                           |                                                          |
| Comotto · Prisco · Giani · Inácio · Maccaroni · Iddrisa |                                        | Soares · Pereira · Neves · Mide · Dbouk · Chelmik |                                           |                                                          |

### Finał
| 1 czerwca 2025 20:30 CEST | Francja U-17 | 0:3(0:2)Raport | Portugalia U-17 · 30' Cabral · 38' Cunha · 60' Neves | Arena Kombëtare, Tirana Widzów: 10 243 Sędzia: Oleksii Derevinskyi |
|                           |              |                |                                                      |                                                                    |

## Nagrody
| Złota Piłka    | Złoty But      |
| -------------- | -------------- |
| Rafael Quintas | Samuele Inácio |

## Strzelcy
Bramki z serii rzutów karnych nie były wliczane do klasyfikacji strzelców.

### 5 goli
- Samuele Inácio

### 4 gole
- Alejandro Rodriguez
- Djylian N'Guessan

### 2 gole
- Ali Camara
- Noah Fernandez
- Anísio Cabral
- Tomás Soares

### 1 gol
- Max Dowman
- Harry Gray
- Harry Howell
- August De Wannemacker
- Wout Gielen
- Axl Wins
- Kryštof Čížek
- Martin Palaščák
- Hugo Sochůrek
- Matouš Srb
- Ilyas Azizi
- Christ Batola
- Abdoulaye Camara
- Djibril Coulibaly
- Hermann Diandaga
- Rudy Matondo
- Lasse Isbruch
- Jeremiah Mensah
- Wisdom Mike
- Keziah Oteng-Mensah
- Alexander Staff
- Daniel Banjaqui
- Martim Chelmik
- Duarte Cunha
- Stevan Manuel
- Mateus Mide
- Gil Neves
- Rafael Quintas
- Antonio Arena
- Alessio Baralla
- Thomas Campaniello
- Cristiano De Paoli
- Andrea Luongo

## Klasyfikacja końcowa
| Miejsce                        | Reprezentacja   | Punkty | Bramki +/− | Bramki zdobyte |
| ------------------------------ | --------------- | ------ | ---------- | -------------- |
| Strefa medalowa                |                 |        |            |                |
| złoto                          | Portugalia U-17 | 11     | +8         | 11             |
| srebro                         | Francja U-17    |        |            |                |
| brąz                           | Włochy U-17     | 10     | +4         | 10             |
| brąz                           | Belgia U-17     | 4      | 0          | 7              |
| Wyeliminowane w fazie grupowej |                 |        |            |                |
| 5.                             | Anglia U-17     | 4      | 0          | 7              |
| 6.                             | Niemcy U-17     | 3      | 0          | 5              |
| 7.                             | Czechy U-17     | 0      | -5         | 4              |
| 8.                             | Albania U-17    | 0      | -12        | 0              |